# Valhuon
Valhuon là một xã ở tỉnh Pas-de-Calais, vùng Hauts-de-France của Pháp.

## Địa lý
Valhoun tọa lạc 26 dặm (41,8 km) về phía tây bắc Arras, tại giao lộ của các tuyến đường D77 và D916.

## Dân số
| 1962                                                         | 1968 | 1975 | 1982 | 1990 | 1999 | 2006 |
| ------------------------------------------------------------ | ---- | ---- | ---- | ---- | ---- | ---- |
| 462                                                          | 529  | 513  | 545  | 535  | 469  | 541  |
| Số liệu điều tra dân số từ năm 1962: Dân số không tính trùng |      |      |      |      |      |      |

## Địa điểm nổi bật
- Nhà thờ St.Omer, thế kỷ 17.
- Lâu đài thế kỷ 16.